# Hanle
El poble d'Hanle és un lloc de la dissetena centúria gompa o monestir tibetà del "Barret Roig" Drukpa Kagyu ramificació del Budisme tibetà i és localitzat a la Vall Hanle en una antiga branca de l'antiga ruta de comerç Ladakh - Tibet. La vall és la llar de prop de mil persones de les quals aproximadament 300 viuen en el poble Hanle. El monestir és la llar de prop de deu monjos, mentre que altres 33 més o menys venen regularment per a la pregària. És només 19 quilòmetres o 12 milles de la frontera en disputa entre l'Índia i la Xina del territori del Tibet.